# Monumentos Blancos de Vladímir y Súzdal
Los Monumentos blancos de Vladímir y Súzdal es el nombre con el que la Unesco identifica una serie de monumentos Patrimonio de la Humanidad situados en Rusia. El patrimonio contempla ocho monumentos medievales de piedra caliza de Zalesie:
| Código  | Nombre | Lugar                            | Coordenadas                      | Construcción                            |
| ------- | --- | -------------------------------- | -------------------------------- | --------------------------------------- |
| 633-001 | Catedral de la Asunción                                                                                                  | Vladímir                         | 56°09′N 40°25′E / 56.150, 40.417 | 1158-60, 1185-89                        |
| 633-002 | Puerta Dorada de Vladímir                                                                                                | Vladímir                         |                                  | 1158-64, con modificaciones posteriores |
| 633-003 | El Castillo del Príncipe, catedral de la Natividad de la Virgen y Torre de la Escalera del palacio de Andréi Bogoliubski | Vladímir (Pueblo de Bogoliúbovo) |                                  | 1158-65, con modificaciones posteriores |
| 633-004 | Iglesia de la Intercesión del río Nerl                                                                                   | Vladímir                         |                                  | 1165                                    |
| 633-005 | Catedral de San Demetrio                                                                                                 | Vladímir                         |                                  | 1194-97                                 |
| 633-006 | Kremlin de Súzdal y catedral de la Natividad                                                                             | Súzdal                           | 56°25′N 40°26′E / 56.417, 40.433 | 1222-25, reformada en el siglo XVI      |
| 633-007 | Monasterio del Salvador y San Eutimio                                                                                    | Súzdal                           |                                  |                                         |
| 633-008 | Iglesia de los Santos Borís y Gleb                                                                                       | Súzdal (Kídeksha)                |                                  | 1152, con modificaciones posteriores    |

No incluidos en la lista pero de similares características son los cercanos monumentos de Zalesie:
- Catedral del Salvador en Pereslavl-Zaleski (1152);
- Catedral de San Jorge en Yúriev-Polski (1230-34, con posteriores modificaiones);
- Las catedrales del convento Kniaguinin en Vladímir y el convento de la Intercesión en Súzdal (siglos XV-XVI).